# ヴィルヘルム1世 (ウラッハ公)
ヴィルヘルム1世 （Friedrich Wilhelm Alexander Ferdinand Graf von Württemberg, Wilhelm I. Herzog von Urach, 1810年7月6日 - 1869年7月17日）は、初代ウラッハ公。ヴィルヘルム・フォン・ヴュルテンベルク（ヴュルテンベルク公フリードリヒ2世オイゲンの四男、1761年 - 1830年）と貴賤結婚した妻ヴィルヘルミーネ・フォン・トゥンデルフェルト＝ロディスの子として、シュトゥットガルトで生まれた。1867年3月28日にウラッハ公となった。
1841年2月8日、テオドランド・ド・ボアルネ（ウジェーヌ・ド・ボアルネの五女、1814年 - 1857年）と結婚。4女をもうけた。
- アウグスタ（1842–1916）
- マリー・ヨゼフィーネ（1844–1864）
- オイゲニア・アマーリエ（1848–1867）
- マティルデ（1854–1907）

1863年2月15日、フロレスティーヌ・ド・モナコ（モナコ公フロレスタン1世の娘）と再婚。2子をもうけた。
- ヴィルヘルム（1864–1928） - 第2代ウラッハ公。1918年、リトアニア国王ミンダウガス2世となった。
- カール（1865–1925）

| ヴィルヘルム1世 (ウラッハ公) ウラッハ家 1810年7月6日 - 1869年7月17日 |                                          |                      |
| ドイツの爵位                                                         |                                          |                      |
| 先代 ―                                                               | ウラッハ公 1867年3月28日 – 1869年7月17日 | 次代 ヴィルヘルム2世 |